# Tim Goebel
Tim Goebel (* 4. März 1982) ist ein ehemaliger deutscher Leichtathlet, der sich auf den 100-Meter-Lauf spezialisiert hatte.
Goebel trainierte bis Ende 2000 bei der DJK Südwest Köln. In der Zeit wurde er mit 6,60 s Deutscher Meister im 60-Meter-Lauf in Sindelfingen. Er trat für Deutschland bei den Halleneuropameisterschaften in Gent an und erreichte die Endrunde. Die Olympischen Spiele 2000 in Sydney verpasste er aufgrund eines Innenminiskusrisses. Seine größten sportlichen Erfolge feierte er 2001 im Trikot des ASV Köln. In diesem Jahr wurde er erneut Deutscher Meister im 60-Meter- und im 100-Meter-Lauf. Außerdem gewann er bei den Junioreneuropameisterschaften in Grosseto über 100 Meter die Silbermedaille. Daneben gelang ihm bei den Hallenweltmeisterschaften in Lissabon mit dem sechsten Rang im 60-Meter-Lauf seine beste Platzierung bei internationalen Meisterschaften in der Aktivenklasse.
Nachdem Goebel in der Saison 2002 weitgehend durch Verletzungen außer Gefecht gesetzt worden war, wechselte er zum Jahresende zum TSV Bayer 04 Leverkusen. Bereits seit dem Frühjahr wurde er von dem dortigen Trainer Gerd Osenberg betreut. 2003 wurde Goebel zum dritten Mal nach 2000 und 2001 Deutscher Meister im 60-Meter-Lauf. Über dieselbe Distanz belegte er bei den Halleneuropameisterschaften 2005 in Madrid den siebten Platz.
Nach der Saison 2007 beendete Goebel seine leistungssportliche Karriere aus familiären Gründen.